# Литъл Уолтър
Литъл Уолтър (на английски: Little Walter), псевдоним на Мариън Уолтър Якобс (на английски: Marion Walter Jacobs), е американски блус музикант, смятан за един от най-големите изпълнители на хармоника.
Революционният му подход към хармониката повлиява на следващите поколения, като му печели сравнения с легендарни музиканти като Джанго Рейнхарт, Чарли Паркър и Джими Хендрикс. През 2008 г. е включен в „Залата на славата на рокендрола“, първият и, към 2023 г., единственият музикант, включен конкретно като изпълнител на хармоника. 